# Hermann Lismann

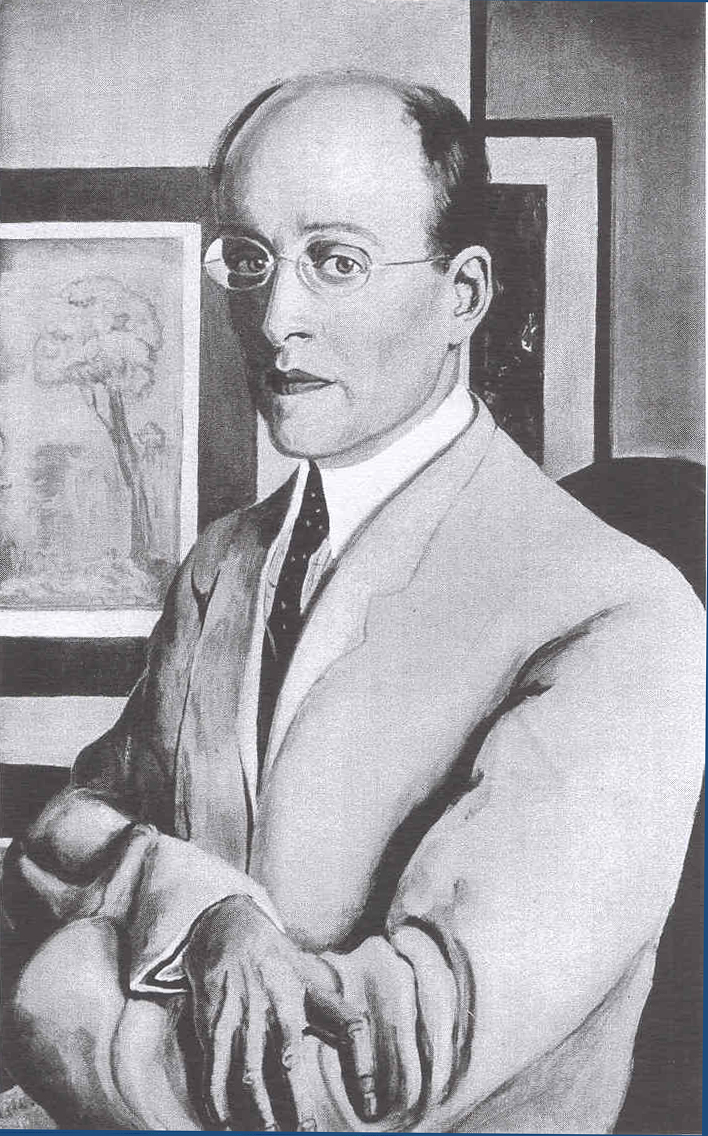
Hermann Lismann: Selbstbildnis 1920

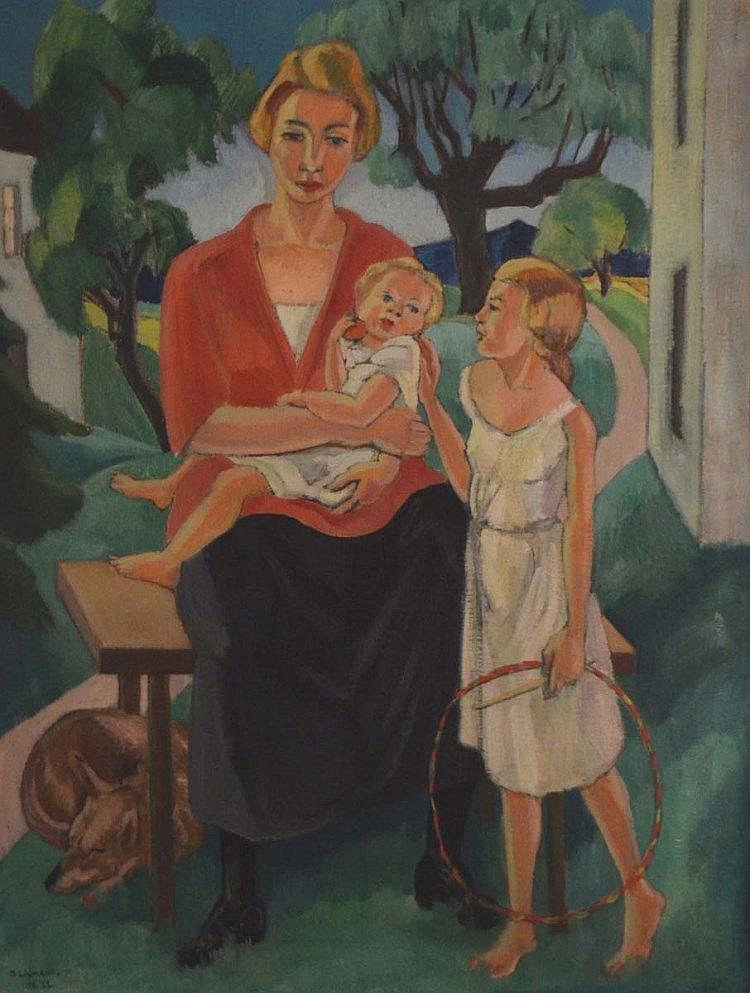
Familie des Künstlers

Hermann Lismann (* 4. Mai 1878 in München; † April 1943 im KZ Majdanek) war ein deutscher Maler und Hochschullehrer.

## Leben
Hermann Lismann wurde in München geboren als Sohn des Kunstverein-Mitglieds, Handelsrichters, Kupferhütten- und Walzwerkbesitzers Benjamin Lismann (1832–1906) und seiner Frau Julia, geb. Ganz (1837–1920).
Hermann Lismann besuchte das Münchner Maximiliansgymnasium von der 1. Lateinklasse im Schuljahr 1888/89 bis zur 8. Klasse, zu deren Ende, 1896, er die Schule verließ.  An welcher Institution er das Abitur ablegte, ist nicht bekannt. Er studierte von 1898 bis 1903 in München und Lausanne Philosophie und Kunstgeschichte, Malerei privat bei Heinrich Knirr und ab April 1903 an der Münchener Akademie in der Malklasse von Franz Stuck. 1903/04 lebte er in Rom, 1904 bis 1914 im Kreis deutscher, dem Fauvismus nahestehender Künstler des Café du Dôme in Paris, so mit Rudolf Levy und Wilhelm Uhde. Mit Lodewijk Schelfhout malte Lismann 1911 in Südfrankreich.
1914 ging er nach Frankfurt am Main. Im Ersten Weltkrieg war Lismann vier Jahre lang Soldat und Mitarbeiter des Roten Kreuzes. Erst 1919 beschäftigte er sich wieder mit Malerei. 1921 beteiligte er sich an der Ausstellung Deutsche Kunst in Baden-Baden. Lismann schrieb Aufsätze, Gedichte, Feuilletons, Theater- und Musikkritiken. Seit 1922 war er in der Erwachsenenbildung tätig. Für das Volksbildungsheim Frankfurt am Main leitete er Kurse und „Städelaufführungen“. Im Städel hatte er ein eigenes Atelier und eine eigene Malschule, wo Mitte der 1920er Jahre der spätere Regisseur Hanuš Burger einer seiner Schüler war. 1929 bis 1934 war er Lektor für Technik der Malerei und Philosophie der Kunst an der Universität Frankfurt.
1934 erhielt er als Jude Berufsverbot, durfte 1935 aber noch am Institut der Jüdischen Gemeinde lehren. In dieser Zeit hatte der Kulturbund Deutscher Juden ein „Studio für bildende Kunst“ eingerichtet, wo Lismann in einem Atelier Maler fortbildete. 1937 wurden in der Nazi-Aktion „Entartete Kunst“ vierzehn Bilder Lismanns aus dem Städelschen Kunstinstitut und Städtische Galerie Frankfurt/Main, dem Landesmuseum Oldenburg und dem Museum der bildenden Künste Leipzig beschlagnahmt und vernichtet.
1938 emigrierte Lismann über Paris nach Tours. In Frankreich wurde er 1939 im Lager Gurs interniert, konnte jedoch 1940 nach Montauban fliehen. 1942 wurde er von Behörden des Vichy-Regimes verhaftet und am 4. März 1943 in das KZ Majdanek deportiert. Hier starb er im April 1943.

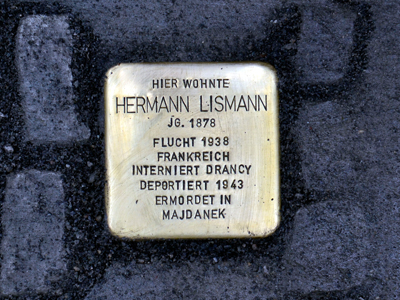
Stolperstein für Hermann Lismann in Frankfurt am Main

Anlässlich des 100. Geburtstags der Universität Frankfurt ist am 17. Oktober 2014 ein Stolperstein für ihn am Untermainkai 68–72 verlegt worden.

## Malerei
Lismanns Malerei wurde durch den Nationalsozialismus und den Zweiten Weltkrieg teilweise zerstört. 1959 und 1968 wurden in Frankfurt am Main Ausstellungen seiner erhaltenen Bilder durchgeführt. In seinen Bildern setzte er sich mit den zeitgenössischen, insbesondere post-impressionistischen Strömungen der Malerei auseinander. Er schuf vor allem Bildnisse (u. a. Die Frau des Malers, 1908, Badende Knaben, um 1920) und mediterrane Landschaften.

## 1937 als „entartet“ beschlagnahmte und vernichtete Werke

### Tafelbilder
- Liebespaar im Garten (Öl auf Leinwand, 111,5 × 98 cm, 1918 oder früher), 1937 aus dem Städel beschlagnahmt, im März 1939 vernichtet.
- Bildnis einer Frau (Öl auf Leinwand, 68 × 54,2 cm, 1921), 1937 aus dem Städel beschlagnahmt, im März 1939 vernichtet.
- San Gimignano (Öl auf Leinwand, 70 × 85 cm, 1923), 1937 aus dem Städel beschlagnahmt, im März 1939 vernichtet.
- Frauenbildnis (Öl auf Leinwand, 59 × 64,2 cm, 1923)

### Holzschnitte
- Hiob
- Ecce Homo
- Verlobung

### Aquarelle
- Haus mit Pflanze
- Parenzo
- Badende Frauen
- Mädchen im Wald
- Frauen bei der Ernte

### Zeichnungen
- Häuser am Berg
- Bäume und Häuser
- Haus mit Palme

## Werk in öffentlichen Sammlungen (Auswahl)

### Cambridge, MA, USA, Harvard Art Museum / Busch-Reisinger Museum
- Crouching Nude, Zeichnung 1915

### Frankfurt am Main, Städelsches Kunstinstitut und Städtische Galerie
- Liebespaar im Garten, Ölgemälde
- Bildnis Frau Prof. V., 1921 Ölgemälde
- Straße in Villeneuve, Tuschezeichnung 1911
- Villeneuve-les-Avignon, Tuschezeichnung 1911
- Perugia, 1923, Aquarell / Gouache
- Pitigliano, 1924, Aquarell / Gouache
- San Marino, 1924, Aquarell / Gouache
- Soriano, 1924, Aquarell / Gouache
- Junges Mädchen, 1926, Ölgemälde
- St. Guilhem-le-Désert, 1928, Aquarell / Gouache
- Stilleben in Weiß, 1929, Ölgemälde

### Frankfurt am Main, Historisches Museum
- Bildnis der Frau des Künstlers, Ölgemälde; sign. >H.Lismann. 08.<
- Knabenhaftes Mädchenbildnis Grete Appelt, 1926, Olgemälde auf Sperrholzplatte, 70,8 × 48,5 cm
- Bildnis eines Knaben, 1926, Ölgemälde
- Mädchen mit Zopf, 1928
- Stilleben mit Gipsen und Pflanzen, 1929, Öl auf Holz, 58,5 × 90 cm

### Kassel, Staatliche Kunstsammlungen
- Gelbes Haus in Montauban, 1942

### München, Städtische Galerie
- In Bad Tölz, 1911, Tuschezeichnung

### München, Staatliche Graphische Sammlung
- Weiblicher Halbakt, 1902, Kreide, Tempera und Bleistift
- Sitzendes Mädchen, 1908, Tuschezeichnung, laviert
- Sitzendes Mädchen, 1908, Tuschezeichnung, laviert
- Paris, Blick über Häuser, 1908, Tuschezeichnung, laviert
- San Gimignano, 1923, Tuschezeichnung, laviert, über Bleistift

### Saarbrücken, Saarlandmuseum; Stiftung Saarländischer Kunstbesitz
- Tänzerinnen im Tabarin, 1905, Gouache
- Zwei Kellner, 1905, Gouache
- Pariser Vorort, 1911
- Cività castellana, 1924, Gouache

### Wuppertal, von der Heydt-Museum
- Apfelernte, 1909
- Apfelernte, 1910
- Badende am Fluss, 1910
- Badende Mädchen, 1910
- Damenbildnis, 1909

### Salzburg, Museum Kunst der Verlorenen Generation
- Die Familie des Künstlers (Öl auf Leinwand, 80,5 × 64 cm, 1922)[17]

## Schriften
- Die Schule des Malers. In: Kunst für Alle. Band 20, S. 202, Verlag F. Bruckmann, München 1905.
- Wege zur Kunst. Betrachtungen eines Malers. München u. a. 1920 (digitalisierte Ausgabe)
- Gustave Flaubert: Die Versuchung des Heiligen Antonius. Übersetzt von Hermann Lismann. Mit 14 Original-Holzschnitten von Hermann Lismann. F. Schmidt, München, Berlin und Leipzig 1921
- Die Elemente der bildenden Darstellung und Grenzen der Künste (im Nachlass)

## Schüler
- Hans Scheil